# جايدن أبوت
جايدن أبوت (من مواليد 16 أبريل 1984) هو لاعب كرة قدم أنغويلا. يلعب لمنتخب أنغيلا الوطني.

## روابط خارجية
- جايدن أبوت على موقع الاتحاد الدولي (مؤرشف)  (الإنجليزية)
- جايدن أبوت على موقع قاعدة بيانات كرة القدم.إي يو (الإنجليزية)
- جايدن أبوت على موقع ناشيونال فوتبول تيمز (الإنجليزية)
- جايدن أبوت على موقع عالم كرة القدم.نت (الإنجليزية)